# Rio Belioara
O Rio Belioara é um rio da Romênia afluente do Rio Poşaga, localizado no distrito de Alba.